# The Mighty Don’t Kneel
TM-61 – tag team w profesjonalnym wrestlingu, który występują w federacji New Japan Pro-Wrestling. Członkami drużyny są Nick Miller i Shane Thorne.
Zespół zadebiutował pod nazwą „Mighty Don’t Kneel” (TMDK) w australijskich federacjach niezależnych. Duet jest najbardziej znany z występów w japońskiej promocji Pro Wrestling Noah, gdzie jako Mikey Nicholls i Shane Haste dwukrotnie zdobyli GHC Tag Team Championship. Ponadto pracowali dla New Japan Pro-Wrestling (NJPW), Ring of Honor (ROH) i Total Nonstop Action Wrestling (TNA). Skrót TMDK oznaczał również motto „Torture, Murder, Destroy, Kill”. TMDK było także stajnią, do której należeli australijscy wrestlerzy Damian Slater, Elliot Sexton, Jonah Rock, Marcius Pitt i Slex.
W 2016, Nicholls i Haste podpisali kontrakty z WWE, po czym zmieniono ich pseudonimy ringowe na Nick Miller i Shane Thorne, a wspólnie zaczęli występować jako TM-61. Byli członkowie wciąż reprezentują TMDK w różnych federacjach niezależnych.

## Historia

### Formacja (2010–2011)
Jesienią 2010, australijscy wrestlerzy Mikey Nicholls i Shane Haste odbyli swoje próbne walki dla promocji Pro Wrestling Noah i World League Wrestling (WLW) w Stanach Zjednoczonych, po czym rozpoczęli dalsze treningi w szkółce federacji Noah. W federacji Noah zadebiutowali 23 lutego 2011 i wspólnie zaczęli występować jako zespół „TMDK”. Oryginalnie zespół Mighty Don’t Kneel powstał w promocji Explosive Pro Wrestling (EPW), gdzie dodatkowo członkami ugrupowania byli Elliot Sexton, Jonah Rock, Marcius Pitt i Slex. Rock i Slex reprezentowali również TMDK w federacji Noah. Nicholls i Haste zaczęli występować regularnie w dywizji junior heavyweight tag teamów, pomimo że przekraczali limit wagi.

### Pro Wrestling Noah (2011–2016)
15 grudnia 2011, Nicholls i Haste otrzymali pierwszą szansę na pojedynek o GHC Junior Heavyweight Tag Team Championship, lecz zostali pokonani przez Atsushi Aokiego i Kotaro Suzukiego. Na początku 2012 opuścili dywizję junior heavyweight.
W 2012, Nicholls i Haste występowali również solo, między innymi występując w turnieju Global League 2012, w którym Nicholls zremisował z KENTĄ i pokonał Go Shiozakiego, zaś Haste zdołał pokonać Akitoshiego Saito i Naomichi Marufujiego. W kwietniu 2013 po raz pierwszy wzięli udział w turnieju Global Tag League 2013. Pomimo niedotarcia do finałów odnieśli zwycięstwo z posiadaczami GHC Tag Team Championship, Takashim Iizuką i Toru Yano. Dzięki zwycięstwu zmierzyli się z mistrzami 12 maja, lecz przegrali pojedynek. Tego samego dnia ogłoszono, że Nicholls i Haste podpisali oficjalnie kontrakty z federacją Noah. 7 lipca, TMDK pokonało Iizukę i Yano i zdobyło GHC Tag Team Championship. We wrześniu 2013, Nicholls i Haste próbowali osobno zdobyć GHC Heavyweight Championship, lecz zostali pokonywani w pojedynkach z KENTĄ. Pod koniec 2013, magazyn Tokyo Sports uznał Nichollsa i Haste'a za najlepszy zespół roku. 25 stycznia 2014, Nicholls i Haste utracili GHC Tag Team Championship na rzecz Maybacha Taniguchiego i Takeshiego Morishimy.
10 stycznia 2015, Nicholls i Haste pokonali Dangan Yankies (Masato Tanakę i Takashiego Sugiurę), dzięki czemu zdobyli GHC Tag Team Championship po raz drugi w karierze. Miesiąc później utracili je na rzecz K.E.S. (Davey'a Boy Smitha Jr.'a i Lance'a Archera). 28 grudnia 2015, federacja Noah ogłosiła, że Nicholls i Haste opuszczą promocję do końca roku. 11 lutego 2016 ogłoszono jednak, że duet wystąpi podczas miesięcznego touru „Departure to the World”. Ich ostatnia walka odbyła się 10 marca, gdzie pokonali Naomichiego Marufujiego i Mitsuhiro Kitamiyę.

### Federacje niezależne (2012–2016)
Na początku 2012, Nicholls i Haste zaczęli regularniej występować w różnych federacjach w Stanach Zjednoczonych, między innymi dla Ohio Valley Wrestling (OVW), Ring of Honor (ROH) i Total Nonstop Action Wrestling (TNA). W federacji Ring of Honor wygrali turniej ROH Rise & Prove, dzięki czemu mogli zawalczyć z The Briscoe Brothers. Podczas gali ROH Showdown in the Sun z marca 2012, The Briscoe Brothers pokonali Nichollsa i Haste'a w „Proving Ground” matchu.

### New Japan Pro-Wrestling (2014–2015)
20 grudnia 2014, Nicholls i Haste zadebiutowali w japońskiej federacji New Japan Pro-Wrestling, gdzie oni oraz Naomichi Marufuji zostali ogłoszeni partnerami Toru Yano podczas walki na gali Wrestle Kingdom 9 z 4 stycznia 2015. Podczas gali cała czwórka pokonała grupę Suzuki-gun (Davey'a Boy Smitha Jr.'a, Lance'a Archera, Sheltona X Benjamina i Takashiego Iizukę) w eight-man tag team matchu.

### WWE

#### NXT (od 2015)
W czerwcu 2015, Nicholls i Haste wzięli udział w naborach federacji WWE. W lutym 2016 zostało ogłoszone, że duo podpisało kontrakty z WWE i rozpoczną występy w rozwojowym brandzie NXT.
W kwietniu rozpoczęli treningi w szkółce WWE Performance Center. 19 maja podczas nagrań odcinków tygodniówki NXT, Nicholls i Haste zaczęli występować jako Nick Miller i Shane Thorne, zaś nazwę drużyny „TMDK” przemianowano na „TM-61” (TM oznacza pierwsze litery ich nazwisk, zaś liczba 61 oznacza kod wybierania połączenia telefonicznego w Australii). W telewizji zadebiutowali w odcinku NXT z 25 maja, gdzie przegrali z DIY (Johnnym Gargano i Tommaso Ciampą. 7 października zostali ogłoszeni uczestnikami drugiego turnieju Dusty Rhodes Tag Team Classic. Dotarli do finału pokonując Riddicka Mossa i Tino Sabbatelliego, Rodericka Stronga w singlowej walce, a także grupę Sanity w półfinale. Ostatecznie przegrali ze zwycięskimi The Authors of Pain (Akamem i Rezarem) podczas gali NXT TakeOver: Toronto. Z powodu kontuzji Thorne'a, Miller nie występował przez prawie cały 2017 w telewizji.
3 stycznia 2018 zaczęto emitować winietki promujące powrót Millera i Thorne'a. 31 stycznia stoczyli pierwszą wspólną drużynową walkę od ponad roku, pokonując The Ealy Brothers. Duet wziął udział w turnieju Dusty Rhodes Tag Team Classic 2018, lecz w pierwszej rundzie zostali pokonani przez The Authors of Pain. 1 maja podczas odcinka tygodniówki NXT, TM-61 pokonało Street Profits (Angelo Dawkinsa i Monteza Forda) używając nieczystych zagrań, przez co obaj stali się antagonistami.

## Inne media
Postaci Nicka Millera i Shane'a Thorne'a (jako zespół TM-61) po raz pierwszy użyto w grze WWE 2K18.

## Styl walki
- Drużynowe finishery
  - Tank Buster (Diving DDT (Thorne) i over the shoulder facebuster (Miller))[55] – 2013–2015
  - Thunder Valley (Mikey Bomb (Miller) i Bomb Valley Death (Thorne))[56][57] – 2013–2016
  - Double gorilla press slam – od 2016[58]

- Inne ruchy drużynowe
  - Chop block (Thorne) i lariat (Miller)
  - Fist drop (Miller) i standing moonsault (Thorne)
  - Wishbone

- Motywy muzyczne
  - „Stand Tall” ~ CFO$ (WWE NXT; od 19 maja 2016)

## Mistrzostwa i osiągnięcia
- Australian Wrestling Alliance
  - AWA Heavyweight Championship (1 raz) – Rock[59]

- Explosive Professional Wrestling
  - EPW Championship (8 razy) – Nicholls (2), Haste (1) i Pitt (5)[60]
  - EPW Tag Team Championship (2 razy) – Haste i Nicholls (1), Rock i Pitt (1)[61][62]

- Melbourne City Wrestling
  - MCW Heavyweight Championship (1 raz) – Sexton[63]
  - MCW Intercommonwealth Championship (1 raz) – Rock[64]
  - MCW Tag Team Championship (1 raz) – Marcius Pitt i Slex[65]

- Pro Wrestling Illustrated
  - PWI umieściło Millera w top 500 wrestlerów rankingu PWI 500: 373. miejsce w 2013; 325. miejsce w 2014; 185. miejsce w 2015; 154. miejsce w 2016; 363. miejsce w 2017[66]
  - PWI umieściło Thorne'a w top 500 wrestlerów rankingu PWI 500: 374. miejsce w 2010; 361. miejsce w 2011; 277. miejsce w 2012; 359. miejsce w 2013; 315. miejsce w 2014; 184. miejsce w 2015; 147. miejsce w 2016; 377. miejsce w 2017[67]

- Pro Wrestling Noah
  - GHC Tag Team Championship (2 razy) – Haste i Nicholls

- Tokyo Sports
  - Best Tag Team Award (2013) – Haste i Nicholls[68]